# ناحیه زیامه منصوریه
ناحیه زیامه منصوریه (به عربی: دائرة زیامة منصوریة) یک ناحیه در الجزایر است که در استان جیجل واقع شده‌است. ناحیه زیامه منصوریه ۲۴۶٫۰۱ کیلومتر مربع مساحت و ۱۶٬۰۳۳ نفر جمعیت دارد.